# Alter Schlosspark Wrisbergholzen
Der Alte Schlosspark Wrisbergholzen ist ein Naturschutzgebiet und ein Gartendenkmal in der niedersächsischen Gemeinde Sibbesse im Landkreis Hildesheim.

## Beschreibung
Das Naturschutzgebiet mit dem Kennzeichen NSG HA 078 ist neun Hektar groß. Es liegt im Osten des Westfelder Ortsteils Wrisbergholzen und stellt die alte Parkanlage des Schlosses Wrisbergholzen unter Schutz. Diese als Landschaftspark konzipierte Anlage ist aus einem barocken Garten hervorgegangen, der im Zusammenhang mit dem Bau der heutigen Schlossanlage Mitte des 18. Jahrhunderts östlich vom Schloss angelegt wurde.
Die Umgestaltung zum englischen Landschaftspark, die auch mit einer Erweiterung des Gartens einherging, erfolgte gegen Ende des 18. Jahrhunderts. In der zweiten Hälfte des 19. Jahrhunderts wurde der Park nochmal erweitert und teilweise umgestaltet. An den Plänen zur Umgestaltung war unter anderem der Landschaftsgestalter und spätere „Städtische Gartendirector zu Berlin“, Gustav Meyer, beteiligt.
Nach dem Zweiten Weltkrieg fielen Schlosspark und Schloss in einen Dornröschenschlaf. Der Schlosseigentümer Graf von Goertz-Wrisberg verfügte nicht mehr über die erforderlichen Finanzmittel für die Gartenpflege. Seit Jahrzehnten befindet sich der Park in einem vernachlässigten und verwilderten Zustand, obwohl es sich um ein herausragendes Beispiel eines historischen Landschaftsgartens handelt. Das Gartengelände steht seit dem 4. Oktober 1984 unter Naturschutz. Zuständige untere Naturschutzbehörde ist der Landkreis Hildesheim.

## Pflegekonzept durch den Verein zur Erhaltung der Baudenkmale

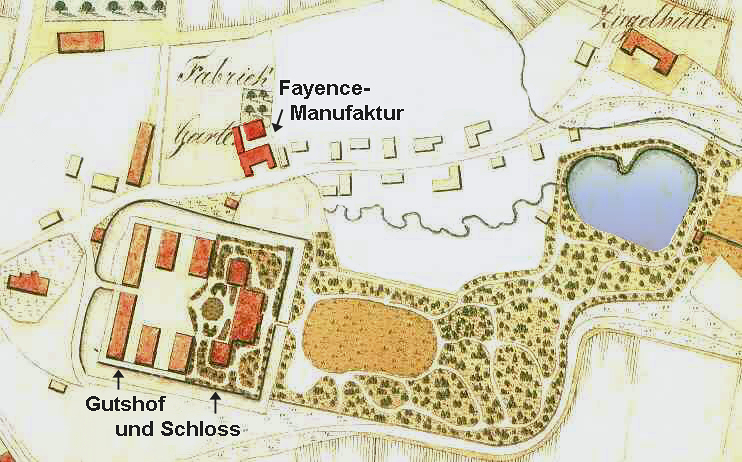
Lageplan von Schloss, Gutshof und Schlosspark um 1850

1984 gründete sich der Verein zur Erhaltung von Baudenkmalen in Wrisbergholzen. Die etwa 20 aktive Mitglieder umfassende Organisation beschäftigt sich ehrenamtlich mit der Erhaltung der historischen Gebäude und des Parks als Gesamtensemble des Schlosses Wrisbergholzen. Seit 1996 führen die Vereinsmitglieder im Sommer, insbesondere am Tag des offenen Denkmals, fachkundige Führungen im Schlosspark durch. Seit 1999 kümmert sich der Verein verstärkt um die Pflege und Instandsetzung des  Schlossparks.
Im Rahmen eines studentischen Projektes der Universität Hannover wurde im Schlosspark von 1993 bis 1995 eine Bestandsaufnahme durchgeführt. Auf Grund dieser Bestandsaufnahme wurde ein Pflegekonzept erarbeitet, um das Gelände als Landschaftspark zu erhalten.